# Geeuwkade 15
Geeuwkade 15 is een rijksmonument in de Nederlandse stad Sneek.
Het pand is een voormalig landhuis met een kenmerkend fronton. Deze fronton ligt boven op een verhoogde middenpartij, welke wordt gevat tussen twee pilasters. Het gebouw is gebouwd in 1785 en is gelegen aan de rivier de Geeuw, nabij de Kolk. Mogelijk was dit landhuis onderdeel van een complex rondom Geeuwkade 16 en diende dit pand als tuinmanswoning. Het huis is ontworpen door architect Auke Bruinsma en werd op 11 januari 1968 aangesteld als rijksmonument.

## Foto's

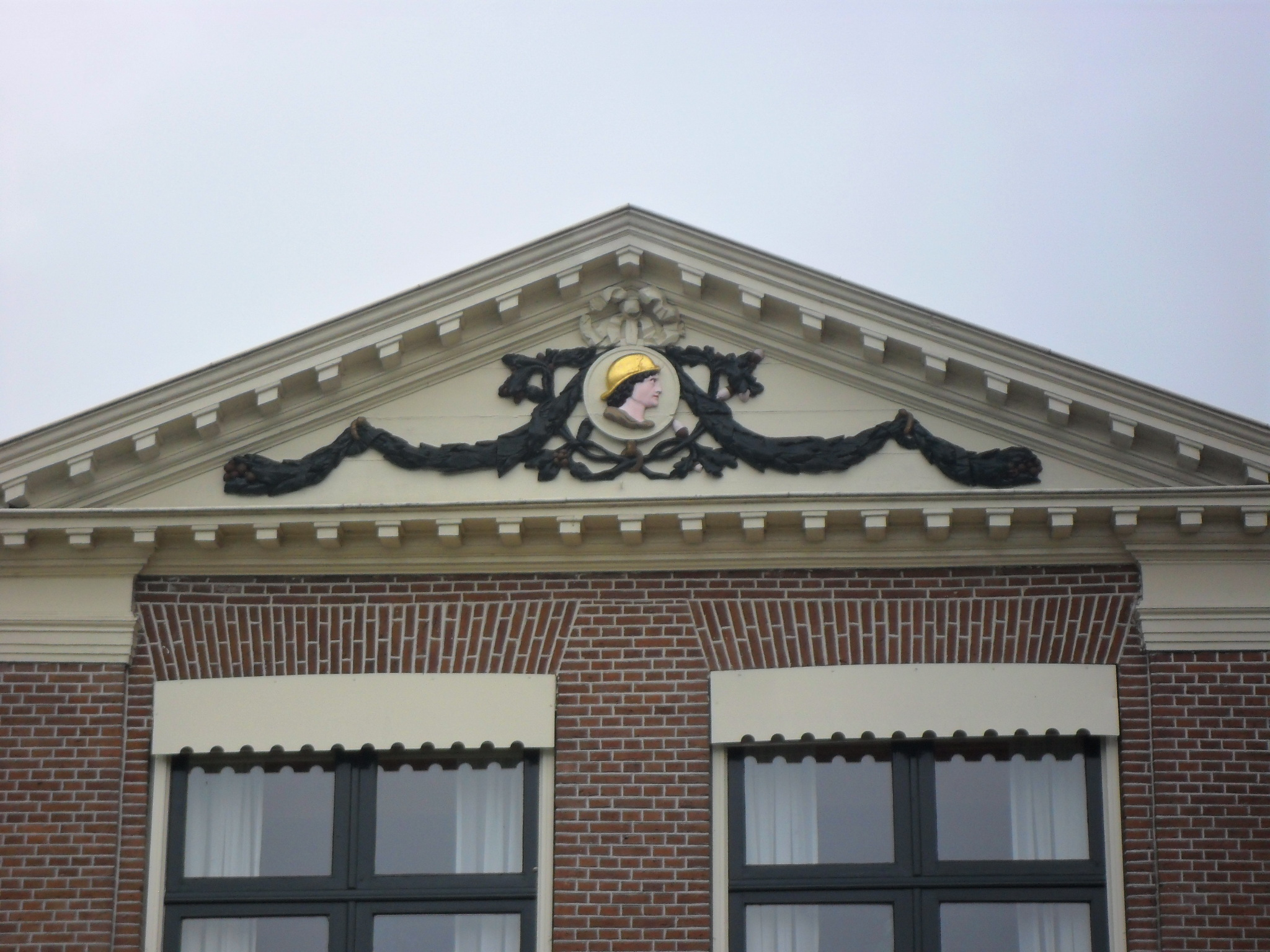
Fronton op de voorgevel.
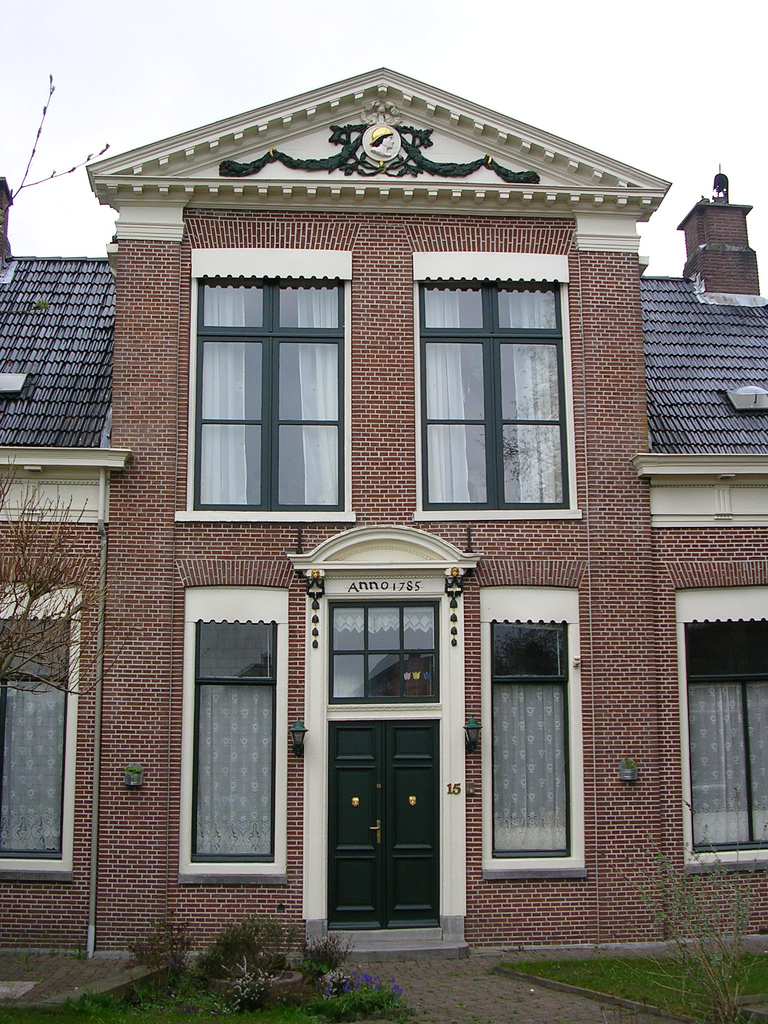
Pilastergevel.